# 迪索托 (密西西比州)
迪索托（英語：De Soto）是位於美國密西西比州克拉克縣的普查規定居民點。

## 人口
根據2020年美國人口普查的數據，迪索托的面積為9.85平方千米，當中陸地面積為9.79平方千米，而水域面積為0.06平方千米。當地共有人口274人，而人口密度為每平方千米27.82人。